# آسامی ستو
آسامی ستو (انگلیسی: Asami Seto; ۲ آوریل ۱۹۹۳ – ) صداپیشه اهل ژاپن بود. وی از سال ۲۰۱۰ میلادی تاکنون مشغول فعالیت بوده‌است.